# Ingrid Dörrer
Ingrid Dörrer (* 18. November 1937 in Feucht; † 22. Oktober 2024) war eine deutsche Geographin und Professorin für Geographie an der Universität Mannheim.

## Werdegang
Ingrid Dörrer wurde mit einer Arbeit über den periglazialen Formenschatz im Steigerwald promoviert. Ihre Habilitation schrieb sie bei Gudrun Höhl mit einer geomorphologischen Analyse des Limousins (Frankreich).

## Sonstiges
Die Schülerin von Gudrun Höhl gilt als Vertreterin der klassischen Geomorphologie.
Von 2001 bis 2005 vertrat Ingrid Dörrer den Lehrstuhl für Physische Geographie und Länderkunde des Geographischen Institutes der Universität Mannheim, den Lehrstuhl, den Peter Frankenberg vor dem Wechsel ins Wissenschaftsministerium nach Stuttgart innehatte.
Ingrid Dörrer erhielt als Anerkennung für ihre Leistungen an der Universität Mannheim im Jahre 2005 die Universitätsmedaille in Gold verliehen.
Frau Professor Dörrer verstarb am 22. Oktober 2024. Sie wurde am 22. November 2024 in Mannheim auf dem Friedhof Neckarau beigesetzt.

## Werke (Auswahl)
- Ingrid Dörrer: Morphologische Untersuchungen im zentralen Limousin (Französisches Zentralmassiv): ein Beitrag zur Reliefentwicklung einer Rumpfflächenlandschaft durch tertiäre, periglazial-glaziale und rezente Formungsvorgänge. Mannheim 1980.